# 萨迦镇
萨迦镇（藏語：ས་སྐྱ་）是西藏自治区萨迦县下辖的一个镇，位于萨迦县西北部，为萨迦县政府驻地。全镇面积约800平方公里，人口约4千，其中镇区面积约1平方公里，人口约2千。萨迦镇是中国历史文化名镇之一，镇名来自于境内的藏传佛教名寺萨迦寺。

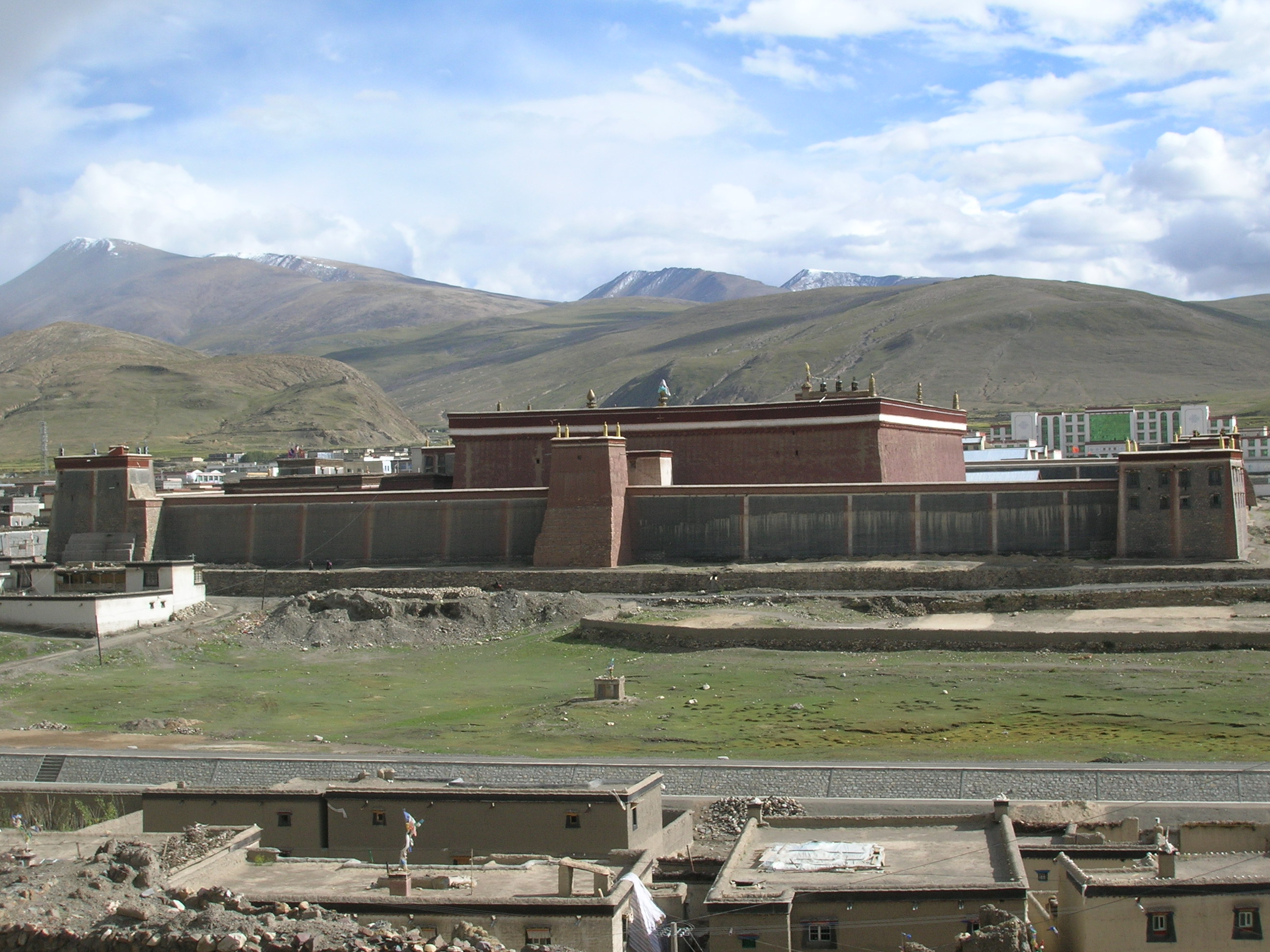
萨迦寺

## 文化
萨迦镇是藏传佛教萨迦派的发源地，萨迦派五祖、元朝国师八思巴以此为基地建立了统治西藏七十多年的萨迦政权，萨迦成为当时西藏的政治、宗教中心。萨迦派主寺萨迦寺始建于1268年，于1961年被列为全国重点文物保护单位，是西藏重点旅游景点之一。而萨迦镇也于2008年列入第四批中国历史文化名镇。

## 沿革与行政区划
1960年始设萨迦乡，1972年改为萨迦人民公社，1984年恢复为萨迦乡，1987年撤乡设镇。现辖5个社区居委会、6个行政村：桑木林居委会、夏尔巴居委会、宗果居委会、帕措居委会、奴巴居委会、索西村、普夏村、多夏村、查龙村、卡吾村、赤龙村。